# Canalizzazione del suono in mare

Tracciato del percorso dei raggi acustici nella zona di canalizzazione

La  canalizzazione del suono in mare, fenomeno da annoverasi tra le anomalie di propagazione del suono in acqua, è nominata con l'acronimo inglese SOFAR (Sound Fixing and Ranging channel, "canale di fissazione ed oscillazione sonora") è dipendente da alcuni fenomeni fisici che agevolano il funzionamento dei sonar delle navi e dei sottomarini; questa è una delle poche favorevoli tra le anomalie termiche.
Si tratta di un percorso particolare dei raggi acustici, emessi da una sorgente sonora, che consente a questi di propagarsi a notevolissime distanze una volta il verificarsi le condizioni di canalizzazione.

## Anomalie termiche
I raggi sonori che si propagano in mare sono suscettibili di deformazioni del loro percorso quando nelle zone di mare interessate la temperatura dell'acqua varia  in dipendenza della profondità .

### Geometrie varie
Le geometrie varie dipendenti dalle anomalie termiche sono, in generale, penalizzanti per il sonar in quanto provocano zone acusticamente isolate che impediscono la scoperta dei bersagli.
I raggi sonori che si propagano in mare sono suscettibili di deformazioni del loro percorso quando nelle zone di mare interessate la temperatura dell'acqua varia  in dipendenza della profondità.
Il fenomeno si manifesta per quella parte dei raggi acustici emessi dalla sorgente la cui inclinazione raggiunge un particolare valore indicato come angolo limite; per angoli inferiori o superiori a detto angolo il percorso dei raggi è normale.
Questa anomalia provoca attenuazioni abnormi della pressione acustica sì da creare delle zone d'ombra dove il segnale acustico non può arrivare.

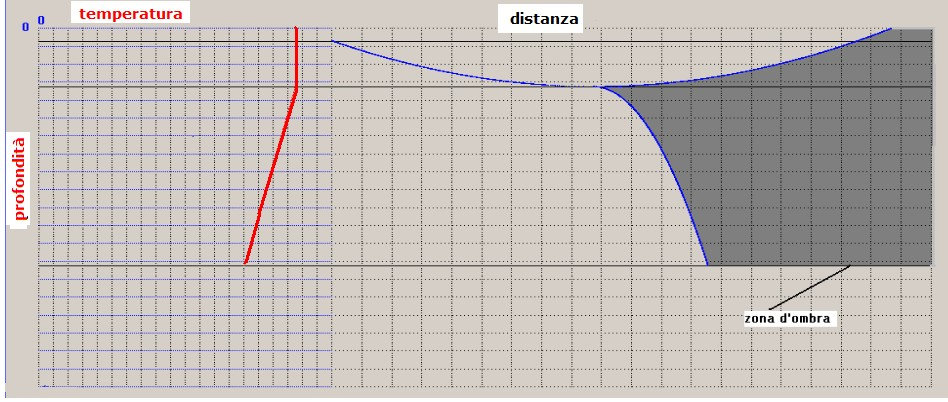
Tracciato di propagazione anomala.

Il profilo della variazione della temperatura dell'acqua , può essere, ad esempio, costante per il primo intervallo di quota e decrescente nel secondo tratto.
Un raggio acustico che si propagasse normalmente in corrispondenza della costanza della temperatura, piegherebbe verso il basso dall'inizio dell'intervallo dove la temperatura inizia a decrescere.
Nella zona d'ombra che si generasse per la deformazione del percorso del raggio acustico, la pressione emessa dalla sorgente sarebbe praticamente nulla.
Il calcolo delle traiettorie  dei raggi acustici un mare è uno dei più complessi relativi alle problematiche di acustica subacquea, i primi studi risalgono all'epoca della seconda guerra mondiale, studi eseguiti con pesantissimi calcoli di tipo manuale, oggi sono disponibili software in grado di calcolare e tracciare i percorsi dei raggi acustici una volta inserita la variabile indipendente relativa alla legge di variabilità della temperatura in acqua.

### Temperature di canalizzazione

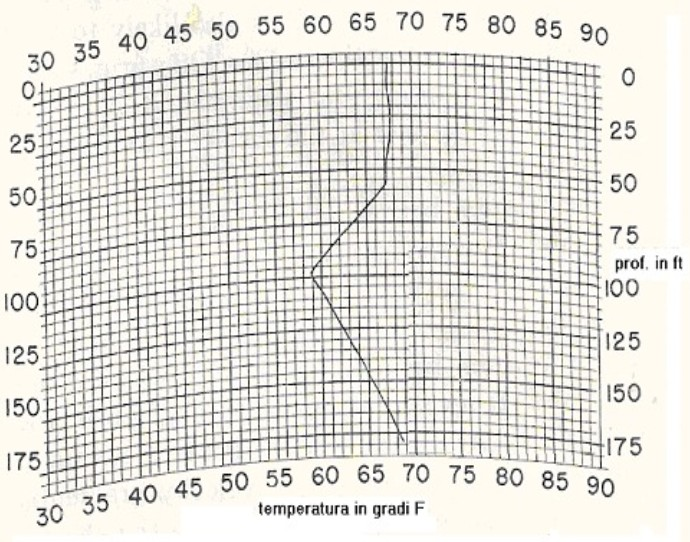
Batitermogramma di vecchia generazione

Il profilo della variazione della temperatura dell'acqua, rilevato con il batitermografo, che genera il fenomeno della canalizzazione è formato da tre intervalli di distribuzione termica: costante per il primo intervallo di quota, decrescente nel secondo intervallo, crescente nel terzo intervallo così come mostra il batitermogramma a lato.

#### Come si verifica il fenomeno

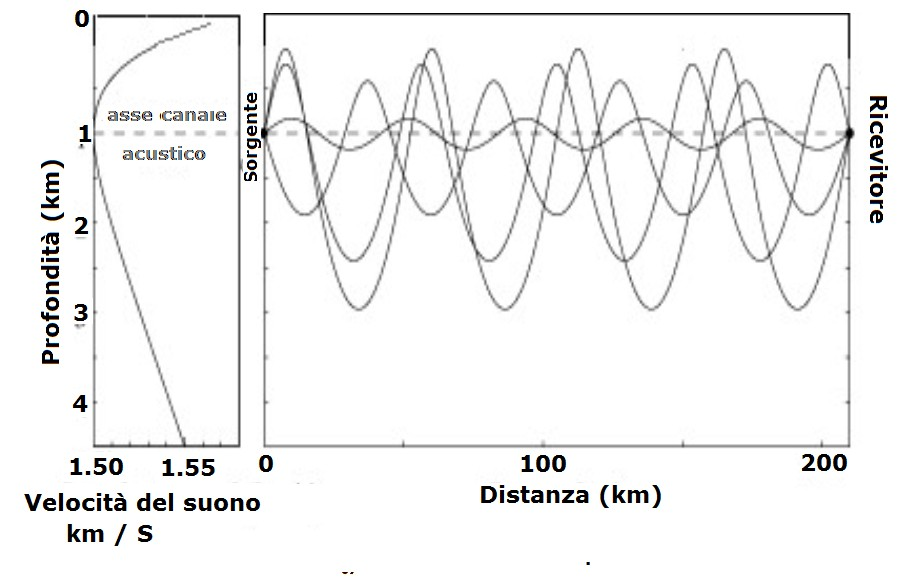
Rapporto tra andamento velocità del suono e canalizzazione

In ambienti marini oceanici, alle medie latitudini e a profondità comprese tra {\displaystyle 800\ -\ 1000} metri la velocità del suono raggiunge i valori più bassi a causa delle basse temperature dell'acqua; in queste condizioni i raggi sonori emessi da una sorgente acustica vengono deviati, ondulando verso l'alto e verso il basso,
in una alternanza di rifrazioni verso la quota dove è minima la velocità del suono, si
da creare, per particolari inclinazioni dei raggi, un canale acustico in grado di far giungere il suono della sorgente a grandissime distanze. 
Un'idea del fenomeno è data dalla figura nella quale, a sinistra, è riportato il grafico della velocità del suono in funzione della profondità che mostra come detta velocità raggiunga i minimi valori ad una profondità di circa {\displaystyle 1000} metri.
La conseguenza di questo comportamento della velocità del suono è mostrata nella
parte destra di figura nella quale sono tracciati i raggi acustici emessi dalla sorgente che ondulando in alto e in basso allontanandosi dalla stessa per centinaia di chilometri.
Nella figura è tracciato, grazie al fenomeno SOFAR, una sorta di canale acustico che trasferisce le onde sonore della sorgente verso il ricevitore posto a oltre {\displaystyle 200\ km}  (nb. il diagramma della parte destra è deformato dato che, a parità di lunghezza delle coordinate le ascisse riportano distanze dell'ordine di centinaia di km mentre le ordinate dell'ordine di alcuni chilometri).

#### Inclinazione dei raggi acustici

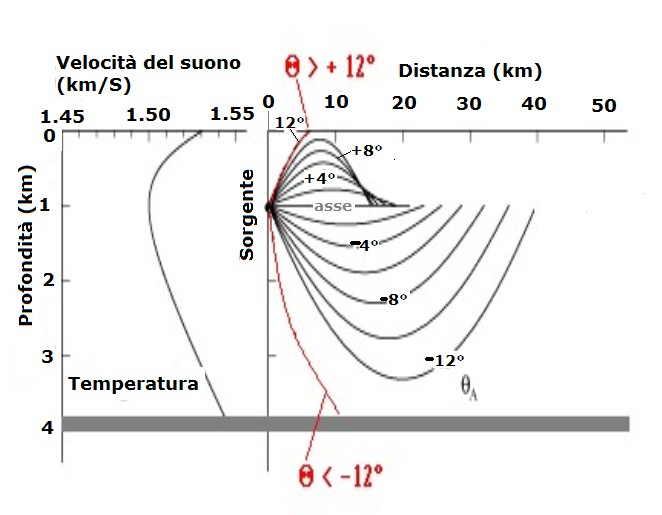
Angoli limite per la canalizzazione

Il fenomeno SOFAR, generalmente, si verifica quando l'inclinazione massima dei raggi acustici è compresa, nel piano verticale, tra {\displaystyle +/-12} ° rispetto all'asse orizzontale del generatore; se l'angolo di emissione supera tali valori molta energia acustica viene a colpire sia la superficie del mare, sia il fondo come mostra la figura.
Le onde che sono emesse sotto i {\displaystyle +/-12} ° sono rifratte, in alto ed in basso, verso l'asse orizzontale della sorgente, senza incidere ne sulla superficie del mare ne sul fondo, subiscono attenuazione sia per assorbimento che per divergenza cilindrica.
Le onde che sono emesse oltre i  {\displaystyle +/-12} ° colpiscono sia il fondo che la superficie disperdendo parte dell'energia sonora emessa.
Le onde che colpiscono la superficie non sono facilmente rivelabili.

## Incidenza della frequenza
I raggi sonori, che percorrono il canale SOFAR, subiscono i fenomeni di attenuazione sia per divergenza cilindrica sia per assorbimento. 
L'attenuazione per divergenza cilindrica  {\displaystyle TLc}  (espressa {\displaystyle dB}) è dipendente dalla distanza {\displaystyle R} (espressa in {\displaystyle km} ) ed è indipendente dalla frequenza {\displaystyle F} e risponde alla legge:
{\displaystyle TLc=30+10\cdot log_{10}{R}\ \ \ \ }
L'attenuazione per assorbimento, (espressa in {\displaystyle dB\ /km}) è indicata con {\displaystyle \alpha }; l'attenuazione {\displaystyle att.} in funzione di {\displaystyle R} si computa con l'espressione: {\displaystyle att=\alpha \cdot R\ }
dove la variabile {\displaystyle \alpha } risponde alla legge di Thorp :
{\displaystyle \alpha =\left[{\frac {0.1\cdot f^{2}}{1+f^{2}}}\right]+\left[{\frac {40\cdot f^{2}}{4100+f^{2}}}\right]+\left[{\frac {2.75\cdot f^{2}}{10^{4}}}\right]}
Con la quale si calcola ad esempio:
- Per {\displaystyle f=100\ Hz;\alpha =0,016\ dB/Km}
- Per {\displaystyle f=1000\ Hz;\alpha =0,06\ dB/Km}
- Per {\displaystyle f=10000\ Hz;\alpha =1.1\ dB/Km}

I calcoli mostrano che la differenza di attenuazione è nettamente a favore delle frequenze basse per le quali si potrebbe sempre protendere, questa scelta non è però facilmente attuabile date le dimensioni che i trasduttori di emissione dovrebbero avere per assicurare un'ampiezza del lobo di direttività verticale di {\displaystyle 24}° : {\displaystyle 12}° verso l'alto e {\displaystyle 12}° verso il basso.